# Enḫeduanna
Enḫeduanna (in sumero 𒂗𒃶𒌌𒀭𒈾; fl. XXIV secolo a.C.) è stata una sacerdotessa e poetessa accadica.
Vissuta intorno al XXIV secolo a.C., fu figlia del re accadico Sargon, nonché sacerdotessa del dio Nanna a Ur.
Prima poetessa e scrittrice attestata nella storia dell'umanità, è nota sia da fonti successive che contemporanee. La sua più celebre opera è scritta in lingua sumerica e ha come titolo (come "incipit") Nin-me-šar2-ra (Signora di tutti i "Me"), opera più comunemente nota con il moderno titolo L'esaltazione di Inanna.

## Biografia
Enheduanna era figlia di Sargon di Akkad, suo padre la nominò gran sacerdotessa della dea Inanna per poter meglio controllare la città di Ur. In seguito sarà nominata somma sacerdotessa del dio An per la città di Uruk. La principessa divenne molto popolare quando iniziò a comporre inni per gli dèi di cui era sacerdotesa. Sembrerebbe inoltre che sia stata la prima a instaurare un rapporto personale con gli dèi che serviva, mediante dei dialoghi diretti, come riportati nelle sue opere.

## Opere
Del Nin-me-šar2-ra, che si compone di 153 righe, conserviamo oltre cinquanta diverse testimonianze, frammenti di tavolette in cuneiforme. Nell'opera viene narrato, in termini a volte oscuri, un drammatico evento della vita di Enḫeduanna: la sua fuga dalla città di Ur ove ricopriva il ruolo di sacerdotessa del dio poliade della città, Nanna (accadico: Sîn; il dio Luna) e il suo esilio nella steppa.  L'opera prende quindi la forma di invocazione, affinché gli dèi liberino dall'esilio la sacerdotessa, alludendo a un certo Lugalanne, probabile rivoltoso sumero contro il potere del padre di Enḫeduanna. L'inno si conclude con l'invocazione alla dea Inanna (sumerico; accadico: Iŝtar; dea figlia del dio Nanna) e infine con il ritorno vittorioso della dea, e della sua grande sacerdotessa, nel santuario di Ur. Tale opera ebbe un profondo riconoscimento nella stessa letteratura religiosa sumerica, considerata in quell'ambito come uno dei dieci componimenti religiosi più notevoli, l'unico di cui peraltro conosciamo l'autore. 
Una traslitterazione del cuneiforme sumerico con traduzione del componimento, apparati critici e commento, nonché un capitolo sulla vita e le opere della sacerdotessa-poetessa è in William W. Hallo e J.J.A. Van Dijk, The Exaltation of Inanna, New Haven and London Yale University Press, 1968, pp. 1-12.
Di seguito l'incipit del componimento con la traslitterazione del The ETCSL project, Faculty of Oriental Studies, University of Oxford.
(Enḫeduanna, Nin-me-šar2-ra (Signora di tutti i Me), 1-12.)